# Дослідницька селищна рада
Дослідницька се́лищна ра́да — адміністративно-територіальна одиниця та орган місцевого самоврядування в Васильківському районі Київської області. Адміністративний центр — селище міського типу Дослідницьке.

## Загальні відомості
Дослідницька селищна рада утворена в 1962 році.
- Територія ради: 11,266 км²
- Населення ради: 1915 осіб (станом на 2015 рік)[1]

## Населені пункти
Селищній раді підпорядковані населені пункти:
- смт Дослідницьке

## Склад ради
Рада складається з 16 депутатів та голови.
- Голова ради: Півовар Наталія Іванівна
- Секретар ради: Граматна Інна Юріївна

### Керівний склад попередніх скликань
| Прізвище, ім'я, по батькові     | Основні відомості                                                       | Дата обрання | Дата звільнення |
| ------------------------------- | ----------------------------------------------------------------------- | ------------ | --------------- |
| Луценко Анатолій Вікторович     | Селищний голова, 1957 року народження, член громадянської партії «Пора» | 26.03.2006   | 31.10.2010      |
| Сосновська Валентина Миколаївна | Селищний голова, 1963 року народження, освіта вища, позапартійна        | 31.10.2010   | 25.10.2015      |
| Півовар Наталія Іванівна        | Селищний голова, 1958 року народження, освіта вища, позапартійна        | 25.10.2015   |                 |

Примітка: таблиця складена за даними сайту Верховної Ради України

### Депутати
За результатами місцевих виборів 2010 року депутатами ради стали:

#### За суб'єктами висування
| Суб'єкт висування | Кількість обраних депутатів | %   |
| ----------------- | --------------------------- | --- |
| Самовисування     | 16                          | 100 |

#### За округами
| № округу | Прізвище, ім'я, по батькові   | Дата визнання обраним | Освіта  | Партійна приналежність                                | Відомості про обраного депутата                                      |
| -------- | ----------------------------- | --------------------- | ------- | ----------------------------------------------------- | -------------------------------------------------------------------- |
| 1        | Тихоненко Валентина Василівна | 05.11.2010            | середня | позапартійна                                          | Дослідницька селищна рада, бухгалтер                                 |
| 2        | Філоненко Леонід Миколайович  | 05.11.2010            | вища    | позапартійний                                         | Укр НДІПВТ ім. Л. Погорілого, науковий співробітник                  |
| 3        | Малашенко Наталія Юріївна     | 05.11.2010            | середня | член Української Народної Партії                      | Дослідницька загальноосвітня школа І-ІІІ ст.                         |
| 4        | Роженко Віктор Петрович       | 05.11.2010            | вища    | позапартійний                                         | Укр НДІПВТ ім. Л. Погорілого, старший науковий співробітник          |
| 5        | Погорілий Іван Іванович       | 05.11.2010            | середня | позапартійний                                         | пенсіонер                                                            |
| 6        | Пєшков Сергій Іванович        | 05.11.2010            | вища    | позапартійний                                         | ДП «Укр ЦВТ», завідувач відділу                                      |
| 7        | Засуха Євгеній Валерійович    | 05.11.2010            | середня | позапартійний                                         | тимчасово не працює                                                  |
| 8        | Кириченко Андрій Петрович     | 05.11.2010            | середня | позапартійний                                         | ДНДГ «Саливінківський», механік                                      |
| 9        | Руденко Тетяна Іванівна       | 05.11.2010            | вища    | член Соціал-демократичної партії України (об'єднаної) | Відділ освіти при Васильківській РДА, завідувач логопедичного пункту |
| 10       | Тронь Ольга Степанівна        | 05.11.2010            | вища    | позапартійна                                          | Укр НДІПВТ ім. Л. Погорілого, економіст                              |
| 11       | Граматна Інна Юріївна         | 05.11.2010            | вища    | позапартійна                                          | Дослідницька селищна рада, секретар                                  |
| 12       | Шинкарук Сергій Миколайович   | 05.11.2010            | вища    | позапартійний                                         | Укр НДІПВТ ім. Л. Погорілого, завідувач відділу                      |
| 13       | Гулько Олег Іванович          | 05.11.2010            | вища    | позапартійний                                         | тимчасово не працює                                                  |
| 14       | Душко Володимир Іванович      | 05.11.2010            | вища    | член Партії регіонів                                  | фізична особа-підприємець                                            |
| 15       | Сисоєв Костянтин Іванович     | 05.11.2010            | вища    | позапартійний                                         | фізична особа-підприємець                                            |
| 16       | Куроченко Геннадій Петрович   | 05.11.2010            | середня | позапартійний                                         | тимчасово не працює                                                  |